# قاط
قَاط (الاسم العلمي: Rachycentron)، هو جنس سمك من فصيلة القاطيات (Rachycentridae) التي لا تضم الا سواه في الوقت الحالي. الجنس يحتوي على نوع حي واحد، سكل (Rachycentron canadum)، والنوع الأحفوري من العصر الميوسيني المتأخر Rachycentron stremphaencus من ولاية ماريلاند.